# Лахідеамані
Лахідеамані (д/н — бл. 308/314) — цариця (кандаке) Куша близько 300/306—308/314 років.

## Життєпис
Була дружино, сестрою або донькою царя Єсебохеамані. Посіла трон між 300 та 306 роками. За її панування відбувається послаблення держави, викликане постійними нападами кочівників-блемміїв, вторгненням аксумітів, повстаннями намісників.
Ймовірно Лахідеамані не зуміла тривалий час зберігати владу. Її співправителем був син або чоловік, ім'я його не збереглося (згадка є в написі з піраміди W130).
Померла або загинула між 308 та 314 роками. Новим царем став Акедакетівал.